# Ronde van Spanje 2014/Negende etappe
De negende etappe van de Ronde van Spanje 2014 werd gereden op 31 augustus 2014. Het was een bergrit over 181 km van Carboneras de Guadazaón naar Aramón Valdelinares. De Colombiaan met de toepasselijke naam Winner Anacona zegevierde met 45 seconden voorsprong. Zijn landgenoot Nairo Quintana pakte de rode leiderstrui.

## Ritverslag
In een omvangrijke vluchtersgroep van 31 was Winner Anacona de best geplaatste. 
Tom Boonen ging op 34 km van de finish eventjes aan de haal op een oplopend stuk, maar toen het echt bergop ging, trokken Anacona, Bob Jungels en Javier Moreno er alleen op uit.
Op de slotklim liet Anacona zijn twee metgezellen in de steek en pakte de etappewinst. Hij leek ook de rode trui te gaan pakken, maar onder impuls van Alberto Contador, Joaquím Rodríguez en Nairo Quintana werd de voorsprong beperkt. Chris Froome en Alejandro Valverde verloren wat tijd, waardoor die laatste zijn leiderstrui moest afstaan aan ploegmaat Quintana.

## Uitslagen
| Rituitslag |                   |                            |          |
| Plaats     | Naam              | Ploeg                      | Tijd     |
| Winnaar    | Winner Anacona    | Lampre-Merida              | 4u34'14" |
| 2          | Aleksej Loetsenko | Astana Pro Team            | + 45"    |
| 3          | Damiano Cunego    | Lampre-Merida              | + 50"    |
| 4          | Javier Moreno     | Team Movistar              | + 1'04"  |
| 5          | Peio Bilbao       | Caja Rural-Seguros RGA     | + 1'12"  |
| 6          | Jérôme Coppel     | Cofidis, Solutions Crédits | + 1'21"  |
| 7          | Ryder Hesjedal    | Garmin Sharp               | + 1'33"  |
| 8          | Adam Hansen       | Lotto Belisol              | + 1'45"  |
| 9          | Bob Jungels       | Trek Factory Racing        | + 1'49"  |
| 10         | Fabio Felline     | Trek Factory Racing        | + 2'08"  |
|            |                   |                            |          |
| 24         | Robert Gesink     | Belkin-Pro Cycling Team    | + 2'55"  |
| 36         | Pieter Serry      | Omega Pharma-Quick-Step    | + 3'36"  |

| Algemeen Klassement |                    |                         |           |
| Plaats              | Naam               | Ploeg                   | Tijd      |
| Rode trui           | Nairo Quintana     | Team Movistar           | 35u58'05" |
| 2                   | Alberto Contador   | Tinkoff-Saxo            | + 3"      |
| 3                   | Alejandro Valverde | Team Movistar           | + 8"      |
| 4                   | Winner Anacona     | Lampre-Merida           | + 9"      |
| 5                   | Chris Froome       | Team Sky ProCycling     | + 28"     |
| 6                   | Joaquím Rodríguez  | Team Katjoesja          | + 30"     |
| 7                   | Fabio Aru          | Astana Pro Team         | + 1'06"   |
| 8                   | Robert Gesink      | Belkin-Pro Cycling Team | + 1'19"   |
| 9                   | Rigoberto Urán     | Omega Pharma-Quick-Step | + 1'26"   |
| 10                  | Warren Barguil     | Team Giant-Shimano      | z.t.      |
|                     |                    |                         |           |
| 19                  | Maxime Monfort     | Lotto Belisol           | + 4'16"   |

| Puntenklassement |                  |                     |        |
| Plaats           | Naam             | Ploeg               | Punten |
| Groene trui      | John Degenkolb   | Team Giant-Shimano  | 87     |
| 2                | Nacer Bouhanni   | FDJ.fr              | 74     |
| 3                | Michael Matthews | Orica GreenEDGE     | 71     |
|                  |                  |                     |        |
| 7                | Jasper Stuyven   | Trek Factory Racing | 34     |
| 23               | Pim Ligthart     | Lotto Belisol       | 16     |

| Bergklassement        |                |                        |        |
| Plaats                | Naam           | Ploeg                  | Punten |
| Bolletjestrui (blauw) | Lluís Mas      | Caja Rural-Seguros RGA | 20     |
| 2                     | Winner Anacona | Lampre-Merida          | 18     |
| 3                     | Jérôme Cousin  | Team Europcar          | 13     |
|                       |                |                        |        |
| 12                    | Pim Ligthart   | Lotto Belisol          | 5      |

1e etappe ·
2e etappe ·
3e etappe ·
4e etappe ·
5e etappe ·
6e etappe ·
7e etappe ·
8e etappe ·
9e etappe ·
10e etappe ·
11e etappe ·
12e etappe ·
13e etappe ·
14e etappe ·
15e etappe ·
16e etappe ·
17e etappe ·
18e etappe ·
19e etappe ·
20e etappe ·
21e etappe
Startlijst · Eindstanden · Afbeeldingen